# Carl Sundberg (tecknare)
Carl Vilhelm Sundberg, född 21 mars 1849 i Östra Vingåker i Södermanlands län, död 23 februari 1931 i Östhammar, var en svensk kronofogde och tecknare.
Han var son till godsägaren Carl Ludvig Sundberg och Karolina Fredrika Cederblad och gift med Anna Maria Weidenhayn. Sundberg skrevs in som student vid Uppsala universitet 1870 och avlade en kansliexamen 1875. Han blev landskontorist i Stockholms län 1882 och verkade slutligen som kronofogde i Norra Roslags fögderi från 1890. Vid sidan av sina tjänster var han verksam som tecknare och har bland annat efterlämnat en teckning från 1890 av Bredsjö bruk i Närke.    